# Deltote magna
Deltote magna is een vlinder uit de familie van de uilen (Noctuidae). De wetenschappelijke naam van deze soort is voor het eerst voorgesteld als Hyelopsis magna door John Henry Leech in een publicatie uit 1900.
De soort komt voor in West-China.